# Wilfred (amerykański serial telewizyjny)
Wilfred (2011–) – amerykański serial telewizyjny, który był emitowany przez stację FX. Powstał na podstawie australijskiego serialu o tej samej nazwie. Serial miał swoją światową premierę 23 czerwca 2011 roku W Polsce nadawany jest na kanale Fox Polska od 11 lipca 2012 roku oraz na kanale Eska TV od 22 września 2013 roku. 3 października stacja FX przedłużyła serial o czwarty i finałowy sezon.

## Opis fabuły
Pogrążony w depresji młody prawnik Ryan (Elijah Wood) podejmuje próbę samobójczą, która kończy się niepowodzeniem. Następnego ranka jego piękna sąsiadka Jenna (Fiona Gubelmann) prosi, by zaopiekował się jej psem. Jednak Wilfred (Jason Gann) to nie zwyczajny czworonóg, a mężczyzna w przebraniu psa. Przynajmniej tak widzi go Ryan. Co więcej obaj zabiegają o względy Jenny. Jednocześnie Wilfred pomaga zagubionemu mężczyźnie ponownie odnaleźć radość życia.

## Obsada

### Główni

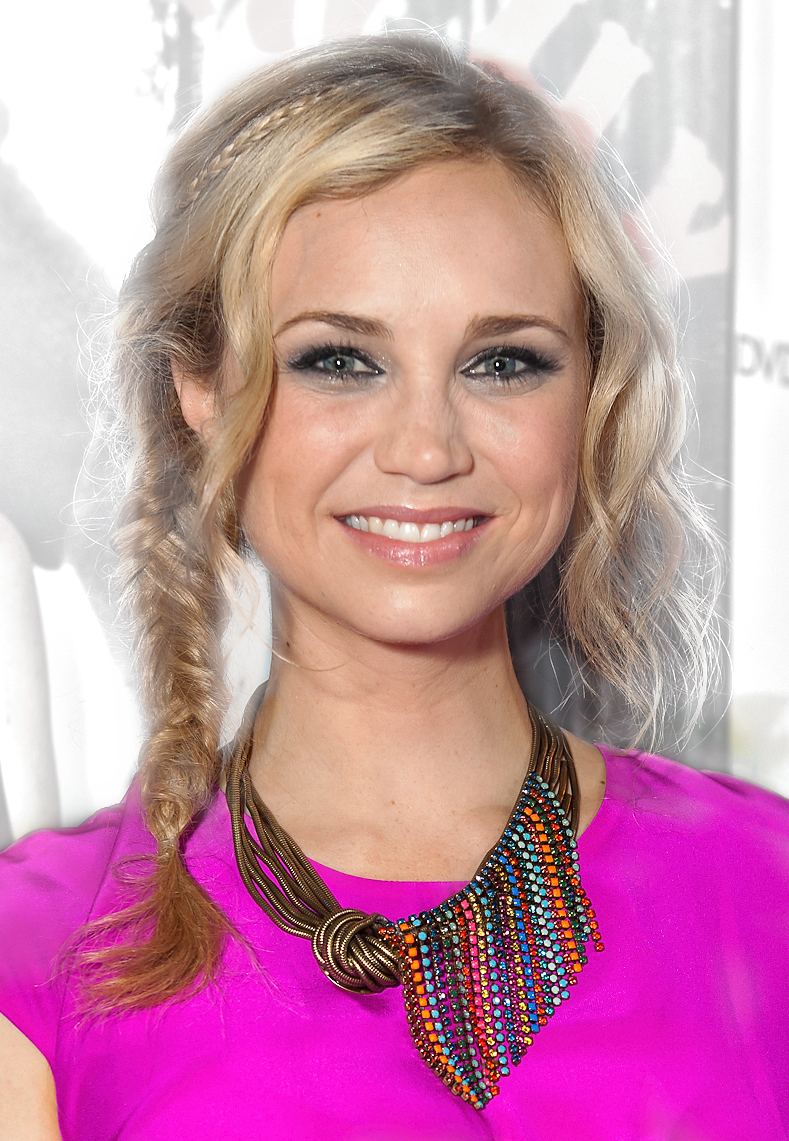
Fiona Gubelmann, Jenna.

- Elijah Wood jako Ryan Newman[2]
- Jason Gann jako Wilfred[2]
- Fiona Gubelmann jako Jenna
- Dorian Brown jako Kristen Newman[3]

### Role drugoplanowe
- Ethan Suplee jako Spencer
- Chris Klein jako Drew[4]
- Gerry Bednob jako Patel
- Dwight Yoakam jako Bruce
- Mary Steenburgen jako Catherine Newman[5]
- George Coe jako Gene (sezon 1,3)
- J.P. Manoux jako Leo (sezon 1)
- Chip Esten jako Nick (sezon 1)
- Nestor Carbonell jako dr. Arturo Ramos (sezony  1-2)[4]
- John Michael Higgins jako dr. Cahill (sezony  1-2)[4]
- Allison Mack jako Amanda (sezon 2)
- Steven Weber jako Jeremy (sezon 2)
- Eugene Byrd jako James (sezon 2)
- Rob Riggle jako Kevin Jesquire (sezon 2)
- Randee Heller jako Margot (sezon 3)
- Kristen Schaal jako Anne (sezon 3)
- James Remar jako Henry Newman (sezon 3)

## Gościnne występy
- Ed Helms jako Darrell (sezon 1)
- Jane Kaczmarek jako Beth (sezon 1)
- Peter Stormare jako Trashface (sezon 1)
- Rashida Jones jako Lisa(sezon 1)
- Rhea Perlman jako Mittens (sezon 1)
- Gabriella Pession jako Cinzia (sezon 1)
- Eric Stoltz jako Doug (sezon 1)
- Bob Gunton jako Warner (sezon 1)
- Robin Williams jako dr. Eddy (sezon 1)[6]
- Brad Dourif jako P.T. (sezon 1)
- Don Swayze jako the shady guy (sezon 2)
- Gil Birmingham jako Red Wolf (sezon 2)
- Gina Gershon jako Gloria (sezon 3)
- Angela Kinsey jako Heather (sezon 3)
- Zachary Knighton jako Bill (sezon 3)
- Lance Reddick jako dr. Blum (sezon 3)[7]
- Jenny Mollen jako Kim (sezon 3)

## Odcinki
| Sezon | Sezon | Odcinki | Oryginalna emisja | Oryginalna emisja | Oryginalna emisja | Oryginalna emisja | Oryginalna emisja |
| Sezon | Sezon | Odcinki | Premiera sezonu   | Finał sezonu      | Premiera sezonu   | Finał sezonu      |                   |
| ----- | ----- | ------- | ----------------- | ----------------- | ----------------- | ----------------- | ----------------- |
|       | 1     | 13      | 23 czerwca 2011   | 8 września 2011   | 11 lipca 2012     | 15 sierpnia 2012  |                   |
|       | 2     | 13      | 21 czerwca 2012   | 20 września 2012  | 7 sierpnia 2013   | 18 września 2013  |                   |
|       | 3     | 13      | 20 czerwca 2013   | 5 września 2013   | 9 lipca 2014      | 20 sierpnia 2014  |                   |
|       | 4     | 10      | 25 czerwca 2014   | 13 sierpnia 2014  | brak danych       | brak danych       |                   |